# Liste von Paläontologen
Die folgende Liste von Paläontologen führt Personen, die eine bedeutende Stellung in der Paläontologie einnehmen, alphabetisch geordnet auf. Ihre Bedeutung liegt unter anderem in ihrer Rolle in der Geschichte der Paläontologie, als Autor von paläontologischen Aufsätzen und Büchern oder ihrer Bekanntheit als Paläontologen.

## Liste
| Name                                         | Lebens- daten | Bedeutung |  |
| -------------------------------------------- | ------------- | --- |  |
| Louis Agassiz                                | 1807–1873     | schweizerisch-amerikanischer Universalgelehrter, bedeutende Arbeiten auf dem Gebiet der Ichthyologie |  |
| Roy Chapman Andrews                          | 1884–1960     | US-amerikanischer Forscher, Abenteurer und Paläontologe, vor allem wegen seiner Expeditionen in die Wüste Gobi und die Mongolei Anfang des 20. Jahrhunderts bekannt, die unter anderem den Fund des ersten bekannten fossilen Dinosauriereies erbrachten. |  |
| Nikolai Andrussow                            | 1861–1924     | russischer Geologe und Paläontologe, umfassende stratigraphisch-paläontologische Forschungen in den Regionen Schwarzes Meer, Nordkaukasus und Kaspisches Meer |  |
| Mary Anning                                  | 1799–1847     | Eine der bedeutendsten Persönlichkeiten der frühen Paläontologie. Sie entdeckte zahlreiche Arten erstmals, unter anderem das erste vollständige Skelett eines Ichthyosaurus. |  |
| Giovanni Arduino                             | 1714–1795     | Italienischer Geologe, gilt als der Vater der italienischen Geologie, prägte die Begriffe Primär (Paläozoikum und älter), Sekundär (Mesozoikum) und Tertiär. Arduino erkannte die Bedeutung von Fossilien zur Altersbestimmung von Gesteinen. |  |
| Andrew Geddes Bain                           | 1797–1864     | Britischer Geologe schottischer Abstammung, wird als Vater der Geologie Südafrikas bezeichnet, machte bedeutende Fossilfunde im Karoo-Hauptbecken und schuf die erste geologische Karte Südafrikas. |  |
| Robert T. Bakker                             | * 1945        | US-amerikanischer Paläontologe und Dinosaurier-Maler. Erforschte die Lebensweise einiger Dinosaurierarten und nahm als erster an, dass Dinosaurier Federn gehabt haben könnten. |  |
| Joachim Barrande                             | 1799–1883     | französischer Geologe, Paläontologe und Ingenieur. Pionier der Erforschung der Prager Mulde und Fachmann für die Fossilien des Silurs und Ordoviziums. |  |
| Günter Bechly                                | 1963–2025     | deutscher Biologe, Paläontologe, Entomologe und Mitarbeiter des Discovery Institute in Seattle. |  |
| Johann Friedrich Blumenbach                  | 1752–1840     | deutscher Zoologe und Anthropologe, gilt als wesentlicher Begründer der Zoologie und der Anthropologie |  |
| José Fernando Bonaparte                      | 1928–2020     | argentinischer Paläontologe, Entdecker vieler südamerikanischer Dinosaurierarten |  |
| Robert Broom                                 | 1866–1951     | südafrikanischer Arzt und Paläontologe, bekannt durch seine Studien über säugetierähnliche Reptilien (Therapsida) und Entdecker verschiedener Fossilien von Australopithecus africanus (u. a. Mrs. Ples) und Paranthropus robustus |  |
| Barnum Brown                                 | 1873–1963     | US-amerikanischer Paläontologe. Er gilt als einer der bekanntesten „Dinosaurierjäger“ des 20. Jahrhunderts. Er fand das erste dokumentierte Fossil des Tyrannosaurus rex und grub im amerikanischen Westen im Auftrag des American Museum of Natural History weitere neue Gattungen (u. a. 1908 Ankylosaurus, 1913 Hypacrosaurus und 1914 Corythosaurus) aus. |  |
| Christian Leopold von Buch                   | 1774–1853     | deutscher Geologe und Paläontologe, Schöpfer des Begriffs Leitfossil und einer der Begründer der Stratigraphie |  |
| William Buckland                             | 1784–1856     | englischer Geologe und Paläontologe, Erstbeschreiber von Megalosaurus |  |
| Edward Drinker Cope                          | 1840–1897     | US-amerikanischer Wissenschaftler, der in vielen zoologischen Gebieten tätig war, so z. B. der Taxonomie ausgestorbener Wirbeltiere und Paläontologie, der Ichthyologie (Fischkunde), Herpetologie und Mammalogie (Säugetierkunde), der Evolutionstheorie und nicht zuletzt der vergleichenden Anatomie. Während der durch seinen einstigen Freund und Kollegen (später aber erbitterten Rivalen) Othniel Charles Marsh ausgelösten Knochenkriege entdeckte Cope zahlreiche neue Dinosaurierarten wie z. B. Monoclonius (1876), Camarasaurus (1877) und Coelophysis (1889).                                                       |  |
| Georges Cuvier                               | 1769–1832     | französischer Naturforscher, gilt als wissenschaftlicher Begründer der Paläontologie. Eines seiner Hauptarbeitsgebiet waren die Fossilien des Pariser Beckens |  |
| Edgar Dacqué                                 | 1878–1945     | Theosophischer Evolutionstheoretiker, Professor für Paläontologie an der Ludwig-Maximilians-Universität München und Leiter der Bayerischen Staatssammlung für Paläontologie und Geologie |  |
| Raymond Dart                                 | 1893–1988     | Entdecker des „Kindes von Taung“, eines fossilen Vormenschen-Schädels |  |
| Charles Darwin                               | 1809–1882     | Britischer Naturforscher, auf ihn gehen wesentliche Beiträge zur Evolutionstheorie zurück |  |
| George Mercer Dawson                         | 1849–1901     | kanadischer Geograph, Geodät und Paläontologe. Erforscher der Geologie Kanadas und Entdecker der ersten Dinosaurier-Fossilien in Kanada |  |
| Louis Dollo                                  | 1857–1931     | französischstämmiger belgischer Paläontologe und Leiter der Ausgrabungen der berühmten Iguanodon-Fauna von Bernissart. Siehe auch Dollosches Gesetz |  |
| Dong Zhiming                                 | 1937–2024     | chinesischer Experte, bekannt als Ausgräber von Dinosaurier-Fossilien in China, speziell Sauropoden wie Shunosaurus (1983) und Datousaurus (1984). |  |
| Tilly Edinger                                | 1897–1967     | Begründerin der Paläoneurologie, der Erforschung von Abdrücken fossiler Gehirne |  |
| Dianne Edwards                               | * 1942        | britische Paläobotanikerin mit Forschungsschwerpunkt britische Pflanzenfossilien, im Besonderen der Fossilien des Rhynie Cherts |  |
| Gotthelf Fischer von Waldheim                | 1771–1853     | deutscher Zoologe, Anatom, Entomologe, Paläontologe, Geologe und Bibliothekar |  |
| Richard Fortey                               | 1946–2025     | britischer Paläontologe, Herausgeber des Treatise on Intervertebrate Paleontology über Trilobiten, befasste sich insbesondere mit Graptolithen und Trilobiten des Ordoviziums |  |
| Eberhard Fraas                               | 1862–1915     | deutscher Paläontologe, der unter anderem Dinosaurier wie Procompsognathus (1913) beschrieb. |  |
| Oscar Fraas                                  | 1824–1897     | |  |
| Jens Lorenz Franzen                          | 1937–2018     | |  |
| Hanns Bruno Geinitz                          | 1814–1900     | deutscher Paläontologe und Geologe, zahlreiche wissenschaftliche Erstbeschreibungen von Fossilien |  |
| August Goldfuß                               | 1782–1848     | deutscher Paläontologe und Zoologe, gilt als Begründer der wissenschaftlichen Paläokunst. Begründer des gleichnamigen Goldfuß-Museums in Bonn. |  |
| Stephen Jay Gould                            | 1941–2002     | |  |
| Ernst Haeckel                                | 1834–1919     | |  |
| Bernhard Hauff                               | 1866–1950     | bedeutender deutscher Paläontologe und Präparator aus Holzmaden/Teck. Gründer des Urweltmuseum Hauff |  |
| Oswald Heer                                  | 1809–1883     | |  |
| Edward B. Hitchcock                          | 1793–1864     | |  |
| Arthur Holmes                                | 1890–1965     | |  |
| Jack Horner                                  | * 1946        | |  |
| Friedrich von Huene                          | 1875–1969     | ein deutscher Wirbeltierpaläontologe, der im frühen 20. Jahrhundert der führende Experte für fossile Reptilien in Europa war und zu dieser Zeit mehr Arten von Dinosauriern beschrieb als jeder andere Europäer. Er veröffentlichte die Beschreibung von Dinosaurierarten wie Saltopus (1910), Proceratosaurus (1926), Antarctosaurus (1929) oder Indosuchus (1933). Von Huene prägte einige wichtige höhere Taxa wie die Infraordnung Prosauropoda (1920) und die Unterordnung Sauropodomorpha (1932). |  |
| James Hutton                                 | 1726–1797     | schottischer Naturforscher, frühe sedimentologische Forschungen, Begründer der Geochronologie |  |
| Thomas Henry Huxley                          | 1825–1895     | ein britischer Biologe, Bildungsorganisator und Hauptvertreter des Agnostizismus, dessen Begriff er prägte und durchsetzte. Als einflussreicher Unterstützer des Empirismus David Humes und der Evolutionstheorie Charles Darwins (was zu seinem Beinamen Darwin’s Bulldog führte) hatte er zusätzlich zu seinen eigenen umfangreichen Forschungen, Lehrbüchern und Essays sehr großen Einfluss auf die Entwicklung der Naturwissenschaften im 19. Jahrhundert. |  |
| Otto Jaekel                                  | 1863–1929     | |  |
| Werner Janensch                              | 1878–1969     | Werner Janensch war einer der herausragenden deutschen Wirbeltierpaläontologen der ersten Hälfte des 20. Jahrhunderts und, neben Friedrich von Huene, der wohl bedeutendste deutsche Dinosaurierspezialist. Er benannte unter anderem die Dinosaurierarten Brachiosaurus brancai (1914; heute Giraffatitan), Dicraeosaurus (1914) und Elaphrosaurus (1920). |  |
| Donald Johanson                              | * 1943        | |  |
| Johann Jakob Kaup                            | 1803–1873     | |  |
| Arthur Lakes                                 | 1844–1917     | |  |
| Jean-Baptiste de Lamarck                     | 1744–1829     | |  |
| Louis Leakey                                 | 1903–1972     | |  |
| Joseph Leidy                                 | 1823–1891     | |  |
| Richard Swann Lull                           | 1867–1957     | |  |
| Charles Lyell                                | 1797–1875     | |  |
| Gideon Mantell                               | 1790–1852     | englischer Arzt, Geologe und Paläontologe, dem zugeschrieben wird, als erster Fossilien als von Dinosauriern stammend erkannt zu haben. |  |
| Othniel Charles Marsh                        | 1831–1899     | einer der überragenden Paläontologen des 19. Jahrhunderts und Pionier der Dinosaurierforschung. Er entdeckte, beschrieb und benannte zahlreiche Fossilien besonders aus dem Westen der Vereinigten Staaten, darunter Allosaurus, Apatosaurus, Stegosaurus (alle 1877), Diplodocus (1878), Ceratosaurus (1884) und Triceratops (1889). Marsh löste, wenn auch unbeabsichtigt, die als „Bone-Wars“ bekannt gewordenen Fehde mit Edward Drinker Cope aus. Bei der Rekonstruktion des von Cope im Jahre 1868 entdeckten Plesiosauriers Elasmosaurus unterlief diesem ein Fehler: er setzte den Schädel an das Schwanzende des Tieres. |  |
| Erlend Martini                               | * 1932        | |  |
| Hermann von Meyer                            | 1801–1869     | |  |
| Stanley Miller                               | 1930–2007     | |  |
| Anna Missuna                                 | 1868–1922     | |  |
| Johann August Edmund Mojsisovics von Mojsvár | 1839–1907     | österreichischer Paläontologe, Arbeiten in den Ostalpen, Mittelmeerraum und Ungarn, Beschreibung triassischer Versteinerungen |  |
| Simon Conway Morris                          | * 1951        | |  |
| Arno Hermann Müller                          | 1916–2004     | |  |
| Roderick Murchison                           | 1792–1871     | schottischer Geologe und Paläontologe, grundlegende Arbeiten zur Stratigraphie des Paläozoikums |  |
| Melchior Neumayr                             | 1845–1890     | österreichischer Paläontologe, schuf und leitete in Wien das erste paläontologische Institut weltweit, legte eine große paläontologische Sammlung an |  |
| Franz von Nopcsa                             | 1877–1933     | österreichischer Paläontologe, erforschte Dinosaurierfunde in Siebenbürgen, Verdienste um die geologische Erkundung Albaniens |  |
| Alexander Oparin                             | 1894–1980     | sowjetischer Biochemiker, Forschungen zur Entstehung des Lebens auf der Erde |  |
| Albert Oppel                                 | 1831–1865     | |  |
| Alcide Dessalines d’Orbigny                  | 1802–1857     | |  |
| Henry Fairfield Osborn                       | 1857–1935     | US-amerikanischer Geologe, Paläontologe und Eugeniker. Osborn beschrieb und benannte einige der bekanntesten Dinosaurier, unter anderem Ornitholestes (1903), Tyrannosaurus rex (1905), Pentaceratops (1923) und Velociraptor (1924). Er war bis zu seinem Tod einer der weltweit einflussreichsten Anthropologen und Paläoanthropologen. |  |
| John Ostrom                                  | 1928–2005     | US-amerikanischer Paläontologe, der zu den bedeutendsten Wirbeltierpaläontologen der zweiten Hälfte des 20. Jahrhunderts zählt und insbesondere die Dinosaurier-Forschung ganz entscheidend geprägt hat. Zu seinen größten Leistungen gehören die Theorie der Warmblütigkeit der Dinosaurier und die Wiederbelebung der Theorie, dass die Vögel von diesen abstammen. Dazu trug auch seine Entdeckung der Dinosauriergattung Deinonychus bei, die er 1969 benannte. |  |
| Richard Owen                                 | 1804–1892     | ein britischer Zoologe, vergleichender Anatom und Paläontologe, der 1842 den Dinosauriern ihren Namen gab. |  |
| Christian Heinrich Pander                    | 1794–1865     | deutschbaltischer Mediziner, erkannte die Bedeutung von Conodonten für die Stratigraphie |  |
| Elizabeth Philpot                            | 1780–1857     | britische Paläontologin und Sammlerin |  |
| Henry Potonié                                | 1857–1913     | deutscher Paläobotaniker, Studien zum Ursprung von Stein- und Braunkohle, Verfasser eines Lehrbuchs der Paläobotanik |  |
| Friedrich August Quenstedt                   | 1809–1889     | deutscher Paläontologe, Geologe und Kristallograph, Quenstedtsche Gliederung der Feinschichten des Jura und Standardwerk zu diesem Abschnitt |  |
| Friedrich Rolle                              | 1827–1887     | |  |
| Alfred Romer                                 | 1894–1973     | |  |
| Karl Rouillier                               | 1814–1858     | russischer Paläontologe und Geologe, Forschungen zur Biostratigraphie in der Russischen Tafel, Verdienste um die Popularisierung von Erdgeschichte in der Bevölkerung Russlands |  |
| Martin Sander                                | * 1960        | deutscher Wirbeltier-Paläontologe und Paläobiologe, der sich mit Dinosauriern und Meeressauriern befasst. Sein spezielles Forschungsthema ist die Evolution von Gigantismus. |  |
| Gaston de Saporta                            | 1823–1895     | |  |
| Otto Heinrich Schindewolf                    | 1896–1971     | |  |
| Ernst Friedrich von Schlotheim               | 1764–1832     | deutscher Geologe und Paläontologe, Begründer der wissenschaftlichen Paläobotanik, Grundlagen der Leitfossilkunde |  |
| Harry Govier Seeley                          | 1839–1909     | |  |
| Adolf Seilacher                              | 1925–2014     | |  |
| Paul Sereno                                  | * 1957        | ein US-amerikanischer Paläontologe, der die wissenschaftliche Erstbeschreibung einer Reihe von Dinosauriern und anderen ausgestorbenen Wirbeltieren veröffentlichte. Mit der Aufstellung höherer Taxa gab er zugleich bedeutende Impulse zum modernen Verständnis der Verwandtschaftsbeziehungen dieser Tiere. |  |
| George Gaylord Simpson                       | 1902–1985     | |  |
| William Smith                                | 1769–1839     | |  |
| Nicolaus Steno                               | 1638–1686     | |  |
| Charles M. Sternberg                         | 1885–1981     | Sohn von Charles Hazelius Sternberg (1850–1943), der für Edward Drinker Cope arbeitete und von 1912 bis 1917 in Alberta Dinosaurier für den Geological Survey of Canada ausgrub, insbesondere in der Drumheller-Region. Sternberg ging mit seinem Vater und seinen beiden Brüdern George F. Sternberg (1883–1969) und Levi Sternberg (1894–1976), die ebenfalls Dinosaurier-Ausgrabungen machten, im Jahr 1912 nach Kanada. Sie waren an der Gründung des Calgary Zoo beteiligt. Charles M. Sternberg wurde 1919 als Nachfolger von Lawrence M. Lambe Leiter der Paläontologie beim Geological Survey of Canada.                  |  |
| Kaspar Maria von Sternberg                   | 1761–1838     | österreichischer Universalgelehrter, Mitbegründer der modernen Paläobotanik, Initiator des Vaterländischen Museums des Königreichs Böhmen in Prag |  |
| Ernst Freiherr Stromer von Reichenbach       | 1871–1952     | deutscher Paläontologe und einer der bedeutendsten Dinosaurier-Forscher. Er entdeckte und beschrieb u. a. Spinosaurus (1915), Carcharodontosaurus (1931) und Aegyptosaurus (1932). |  |
| Eduard Suess                                 | 1831–1914     | österreichischer Paläontologe und Geologe, beschrieb und prägte die Begriffe Tethys-Ozean und Gondwana |  |
| Phillip Tobias                               | 1925–2012     | südafrikanischer Paläanthropologe, Pionier des Homo habilis |  |
| Heinz Tobien                                 | 1911–1993     | |  |
| Charles Walcott                              | 1850–1927     | US-amerikanischer Paläontologe, Entdecker der Fauna des Burgess-Schiefer |  |
| Johannes Weigelt                             | 1890–1948     | |  |
| Peter Wellnhofer                             | * 1936        | |  |
| Jost Wiedmann                                | 1936–1993     | |  |
| Harry Blackmore Whittington                  | 1916–2010     | |  |
| John Woodward                                | 1668–1728     | |  |
| Zhou Zhonghe                                 | * 1965        | chinesischer Paläontologe. Er ist einer der Erstbeschreiber der fossilen Reste des urtümlichen Vogels Confuciusornis. |  |
| Karl Alfred von Zittel                       | 1839–1904     | deutscher Geologe und Paläontologe |  |